# Monastero di San Salvatore a Soffena

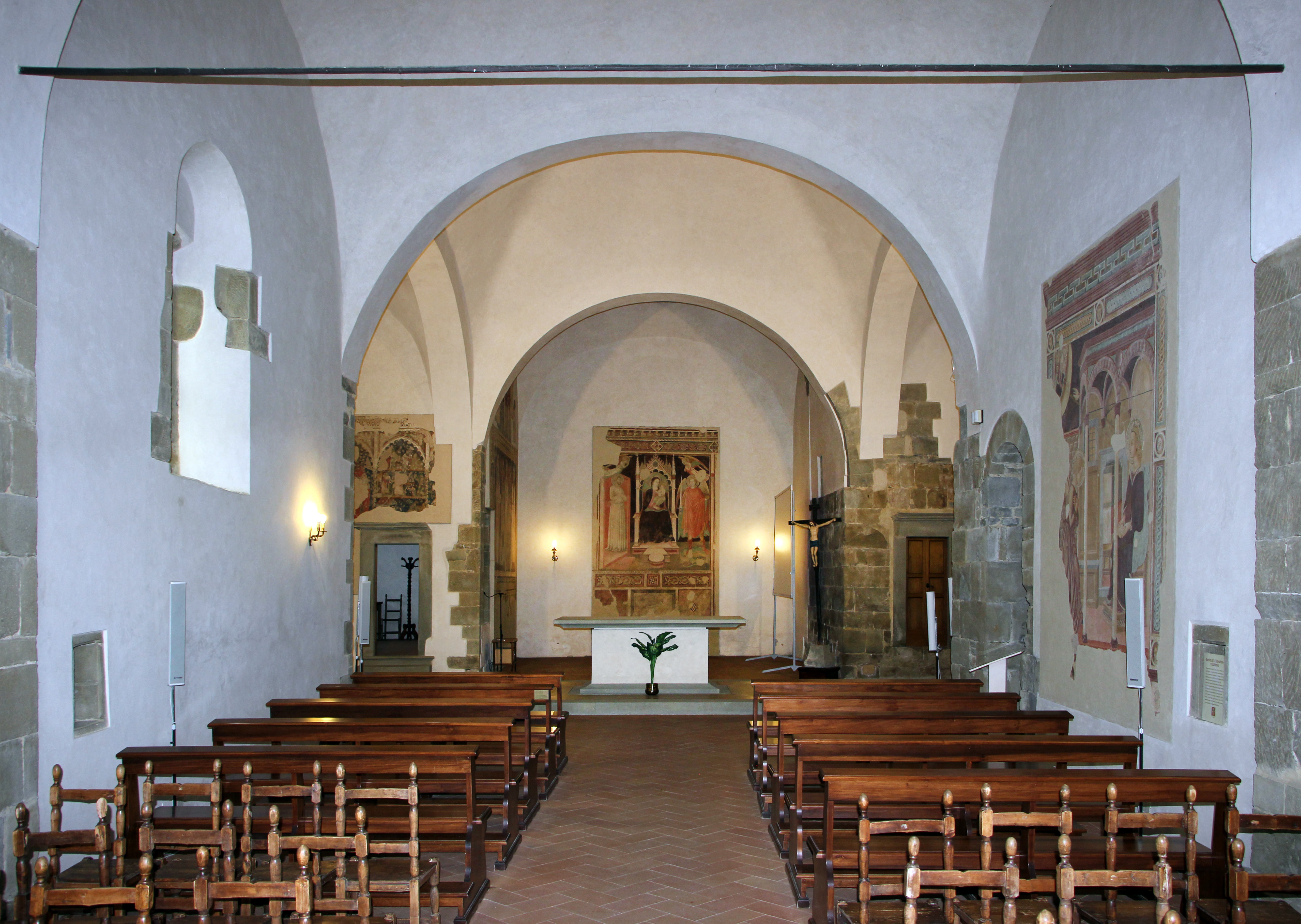
Badia a soffena, interno

L'Abbazia di San Salvatore a Soffena è un edificio sacro che si trova a Castelfranco di Sopra.
Dal dicembre 2014 il Ministero per i beni e le attività culturali lo gestisce tramite il Polo museale della Toscana, nel dicembre 2019 divenuto Direzione regionale Musei.

## Storia
Il nome Soffena è ereditato da un antico castello, ricordato da San Pier Damiani e tenuto da Pazzi fino al XIII secolo, presso il quale, sull'antica strada etrusco - romana, la via Clodia, che da Arezzo conduceva a Fiesole, venne fondata all'inizio dell'XI secolo un'abbazia benedettina dedicata a San Salvatore, inizialmente dipendente da quella di Santa Trinita in Alpe (fondata nel X secolo), documentata per la prima volta nel 1014 in un atto di donazione. Il cenobio venne aggregato alla Congregazione Vallombrosana sotto l'abbaziato di Rustico (1076 - 1092), entro il 1090, quando è ricordato in una bolla papale di Urbano II tra quelli osservanti la nuova Regola. La chiesa originaria era piuttosto piccola ma fu ricostruita nella seconda metà del Duecento secondo il modello della chiesa madre di Vallombrosa. Il complesso fu poi profondamente ristrutturato all'inizio del Quattrocento, lavori a cui seguì una nuova campagna decorativa ancora oggi visibile. 
Nel secolo successivo l'abbazia entra in una fase di decadenza tanto che nel 1559 essa venne declassata a priorato. Nel 1652 anche il priorato venne soprresso e a partire dal Settecento l'ex abbazia venne data in commenda. In questo periodo si eseguirono nuovi lavori di ristrutturazione che mirarono a dare all'antico edificio, specie alla chiesa, un nuovo volto tardo barocco tamponando anche le finestre gotiche e scialbando gli affreschi. Nel 1774, però, il cenobio fu soppresso dalla stessa congregazione vallombrosana e nel 1779 l'intero complesso fu venduto a Monsignor Antonino Baldovinetti, vicario della Diocesi di Livorno, che la destinò ad usi agricoli, scelta che, insieme alla sua trasformazione in casa colonica, ne decretò un grave degrado, danni agli affreschi e dispersione di diverse opere d'arte.
Nel 1916 Mario Salmi, Presidente del Consiglio Superiore delle Antichità e Belle Arti, inserì l'ex abbazia nell'elenco degli edifici monumentali della provincia di Arezzo, ma solo nel 1963 lo Stato acquistò l'immobile e poco dopo si provvide al restauro a cura di Guido Morozzi che cercò di riportare la chiesa all'aspetto il più possibile originario e di salvare gli affreschi rimasti, alcuni dei quali furono staccati per il restauro e ricollocati.

## Descrizione
La chiesa, ricordata per la prima volta nel 1076, insiste sulle strutture di un edificio del IX-X secolo. Tra XIII e XIV secolo fu ricostruita in posizione ruotata rispetto all'edificio precedente. Pur adottando lo schema architettonico vallombrosano a croce latina con tiburio, l'edificio presenta alcune soluzioni, come gli arconi trasversali in cotto, proprie del nuovo linguaggio duecentesco. Il campanile a torre è aperto da un giro di eleganti bifore nella cella campanaria.
L'interno a navata ospita un insieme di affreschi soprattutto quattrocenteschi, che manifestano il passaggio tra tardogotico e Rinascimento. La decorazione deve però avere avuto inizio nell'ultimo decennio del Trecento, come suggerisce la data 1392 non più leggibile, ma documentata nell'affresco della Madonna della Misericordia tra i Santi Jacopo e Biagio (e nella lunetta un'Annunciazione) nella parete sinistra del presbiterio, attribuito al Maestro di Carmignano, allievo fiorentino di Agnolo Gaddi, a cui dovrebbe spettare anche la Madonna del Latte tra i Santi Lorenzo, Maddalena, Lucia e Antonio Abate nella parete di fondo del transetto sinistro, altre figure di santi ed un Vir dolorum con i simboli della Passione nella navata.
Alla parete destra della navata sono due affreschi che fanno parte di una campagna decorativa quattrocentesca più tarda, pienamente rinascimentale: più vicino all'ingresso si vede un affresco raffigurante un finto tabernacolo una Madonna con Bambino e i Santi Pietro e Francesco e sopra, nel timpano, una Pietà, opera di Paolo Schiavo. Più avanti è un'Annunciazione di Giovanni di Ser Giovanni detto lo Scheggia, fratello di Masaccio, ritrovata sotto uno scialbo nel 1950. Databile tra quarto e quinto decennio del Quattrocento, l'affresco presenta una composizione e un'ambientazione prospettica riprese da modelli angelichiani.
Nel transetto destro è il grandioso affresco con la Strage degli Innocenti, già attribuito a Liberato da Rieti ma più recentemente considerato opera di un maestro toscano, l'ancora anonimo Maestro di Bibbiena, che qui mostra riferimenti a Lorenzo Monaco, tipi vicini a quelli di Alvaro Pirez ed una sintesi di espressività dei volti e di umori drammatici di origine umbro-marchigiana. Nel presbiterio, dietro l'altare maggiore è un affresco con la Madonna in trono col Bambino e i santi Lazzaro e Michele Arcangelo, in origine addossato ad un altare a parete sotto il quale era raffigurato uno scheletro giacente con un cartiglio. Un'iscrizione con la data 1449 è ancora leggibile sotto l'affresco che, già attribuito a Mariotto di Cristofano, spetta più probabilmente a Bicci di Lorenzo o alla sua bottega. Alla parete sinistra il già menzionato affresco del Maestro di Carmignano con la Madonna della Misericordia tra i Santi Jacopo e Biagio (e nella lunetta un'Annunciazione). Nella parete sinistra è collocato l'affresco con il San Giovanni Gualberto ed episodi della sua vita era attribuito a Bicci di Lorenzo, del primo decennio del XV secolo ma anche per esso oggi si propende per un'attribuzione al Maestro di Carmignano.